# Popillia niijimae
Popillia niijimae är en skalbaggsart som beskrevs av Machatschke 1957. Popillia niijimae ingår i släktet Popillia och familjen Rutelidae. Inga underarter finns listade i Catalogue of Life.